# نوروزآباد (سرخس)
نوروز آباد، روستای قدیمی از شهرستان سرخس است که در بخش مرکزی شهرستان سرخس، استان خراسان رضوی و جنوب شهر سرخس و در غرب حاشیه رودخانه تجن واقع شده‌است.
بر اساس سرشماری سال ۱۳۸۵ جمعیت آن ۵۰ خانوار و ۲۳۵ نفر
است.

## موقعیت
این روستا در ۳۰ کیلومتری جنوب شهر سرخس و در کنار رودخانه تجن و مرز ایران و ترکمنستان قرار دارد. ارتفاع آن از سطح دریا ۳۷۰ متر و آب و هوای آن معتدل و خشک و درتپه ماهورها واقع شده‌است.

## تاریخچه
نوروزآباد با توجه به نزدیکی با رودخانه، چندین بار توسط سیلاب تخریب شده و مجدد بنیاد شده‌است. جمعیت این روستا را سیستانی‌ها و بلوچ‌ها تشکیل داده‌اند. شغل ساکنین این روستا دامداری و کشاورزی می‌باشد.
بلوک ویل درباره نوروز آباد سال ۱۲۷۶ هجری قمری چنین می‌نویسد: «از شوریجه از راه کوهستان به جانب نوروز آباد روان شدم. نوروز آباد قلعه‌ای بود با ساکنانی در حدود ۲۰۰ نفر که داخل مدخل دشت سرخس، در ساحل چپ رودخانه تجن واقع شده‌است.»